# Bruno Armando
Bruno Cesare Armando (Milano, 17 dicembre 1952 – Milano, 8 marzo 2020) è stato un attore e traduttore italiano.

## Biografia
Laureato all'Università Cattolica di Milano, non ha mai abbandonato completamente la sua prima passione, la traduzione di letteratura contemporanea americana e inglese. È stato sposato con l'attrice Sabina Vannucchi, e fu  attivo anche in televisione e cinema.
È stato interprete insieme a Luca Zingaretti della prima versione nazionale di Maratona di New York, di Edoardo Erba.
Ha avuto notorietà con l'interpretazione del ruolo del procuratore Marco Altieri nella serie TV Distretto di Polizia dalla terza alla quinta stagione. Per molti anni ha fatto coppia sulla scena teatrale con Gianmarco Tognazzi.
Nel 2009 ha recitato con Giampaolo Morelli nella serie TV di Rai 2 L'ispettore Coliandro.
È morto l'8 marzo 2020 a 67 anni dopo una lunga malattia.

## Filmografia

### Cinema
- La vita di scorta, regia di Piero Vida (1986)
- Incidente di percorso, regia di Donatello Alunni Pierucci (1986)
- Francesco, regia di Liliana Cavani (1989)
- Una fredda mattina di maggio, regia di Vittorio Sindoni (1990)
- Quel buio senza silenzio, cortometraggio, regia di Stefano Oreto (1991)
- Caccia alle mosche, regia di Angelo Longoni (1993)
- Dietro la pianura, regia di Gerardo Fontana e Paolo Girelli (1994)
- Maratona di New York, regia di Marina Spada (1994)
- Cronaca di un amore violato, regia di Giacomo Battiato (1995)
- Le mani forti, regia di Franco Bernini (1997)
- Facciamo fiesta, regia di Angelo Longoni (1997)
- Something to Believe In, regia di John Hough (1998)
- Libero Burro, regia di Sergio Castellitto (1999)
- Cecenia, regia di Leonardo Giuliano (2004)
- Volevo solo dormirle addosso, regia di Eugenio Cappuccio (2004)
- La canarina assassinata, regia di Daniele Cascella (2008)
- Che bella giornata, regia di Gennaro Nunziante (2011)
- Qualche nuvola, regia di Saverio Di Biagio (2011)
- Diaz - Don't Clean Up This Blood, regia di Daniele Vicari (2012)
- Venuto al mondo, regia di Sergio Castellitto (2012)
- Anime nere, regia di Francesco Munzi (2014)

### Televisione
- Nata d'amore – miniserie TV, 1 episodio (1984)
- Come una mamma – miniserie TV (1991)
- La scalata – miniserie TV, 4 episodi (1993)
- Oscar per due – film TV (1998)
- Lupo mannaro – film TV (2000)
- Incantesimo – soap opera, 3 episodi (2000)
- Uno bianca – film TV (2001)
- Angelo il custode – serie TV, 1 episodio (2001)
- Don Matteo – serie TV, 1 episodio (2001)
- Doppio agguato – film TV (2003)
- Distretto di Polizia – serie TV, 41 episodi (2002-2005)
- Il commissario De Luca – miniserie TV, 1 episodio (2008)
- Un amore di strega – film TV (2009)
- L'ispettore Coliandro – serie TV, 1 episodio (2009)
- Adriano Olivetti - La forza di un sogno – film TV (2013)
- L'angelo di Sarajevo - film TV (2015)
- Pietro Mennea - La freccia del Sud – film TV (2015)

## Teatro
- Maratona di New York (1994)

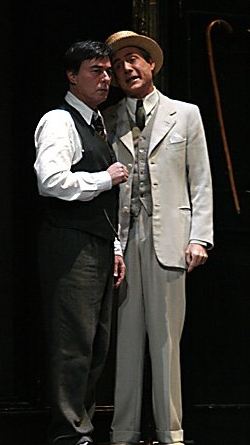
Bruno Armando (a sin.) con Gianmarco Tognazzi in Prima pagina

- Omaggio a Tonino Guerra, regia di Maurizio Panici (2002)
- Closer di Patrick Marber, regia di Luca Guadagnino (2000-2003)[4]
- Il dilemma del prigioniero di David Edgard, regia di Maurizio Panici (2004)
- Il rompiballe di Francis Veber, regia di Andrea Brambilla (2003-2013)[5]
- Prima pagina di Ben Hecht e Charles Mac Arthur, regia di Francesco Tavassi (2005)
- La panne. Una storia ancora possibile, da Die Panne, Eine noch mögliche Geschichte di Friedrich Dürrenmatt, (2008-2010)
- Cinque tipi di silenzio di Stephenson, regia di Peter Clough (2006)
- Parete Nord, regia di Edoardo Erba (2007-2008)
- Vestire gli ignudi di Luigi Pirandello, regia di Walter Manfrè (2007-2009)
- La controra di Anton Cechov, regia di Paolo Sassanelli e Pierfrancesco Favino, prodotto da Compagnia Gli Ipocriti e Fondazione Teatro della Toscana (2016)

## Traduttore (parziale)
- Jack Kerouac, Pic, Newton and Compton, 1980
- Jack Kerouac, La città e la metropoli, Newton and Compton, 1981
- Robert Coover, La babysitter, Guanda, 1982
- Paula Gosling, Bersaglio facile, Longanesi, 1986
- William Mastrosimone, Extremities, Guanda, 1986
- Fred Uhlman, Un'anima non vile, Guanda, 1987
- Kitty Kelley, A modo suo, Longanesi, 1987
- Albert Goldman, John Lennon, Mondadori, 1988
- Barbara Vine, Occhi nel buio, Longanesi, 1990
- Philip Shelby, A un passo dal paradiso, Mondadori, 1990
- Michael Milan, Killer, Newton and Compton, 1991
- Leslie Waller, Guerra e mafia, Newton and Compton, 1992
- Agatha Christie, Poirot e il mistero di Styles Court, Newton and Compton, 1993
- David Herbert Lawrence, Tutti i racconti e i romanzi brevi, Newton and Compton, 1995
- David Herbert Lawrence, L'amante di Lady Chatterley, Newton and Compton, 1996
- Ray Robinson, Alla ricerca del mio angelo custode, Newton and Compton, 2008
- Francis Scott Fitzgerald, Il grande Gatsby, di Francis Scott Fitzgerald, Newton and Compton, 2011
- Francis Scott Fitzgerald, Tenera è la notte, Newton and Compton, 2011